# Until Dawn: Rush of Blood
Until Dawn: Rush of Blood est un jeu vidéo de type survival horror et tir à la première personne développé par Supermassive Games et édité par Sony Interactive Entertainment, sorti en 2016 sur PlayStation 4.
Il s'agit d'un jeu dérivé d'Until Dawn et adapté à la réalité virtuelle sur le PlayStation VR.

## Système de jeu
Le joueur combat avec des armes à feu dans un mélange train fantôme et de montagnes russes.

## Accueil
- Jeuxvideo.com : 16,9/20[1]
- Senscritique : 7/10
- Weareplaystation.fr : 4.5/5
- Google : 87%